# Stará synagoga v Krakově
Stará synagoga v krakovské čtvrti Kazimierz je nejstarší zachovalá synagoga v Polsku. Byla postavena v 15. století v pozdně gotickém slohu a přestavěna mezi lety 1557–1570. Dispozičně odpovídá tato budova už jen Staronové synagoze v Praze. Další synagogy této dispozice ve Wormsu a v Řezně se nedochovaly. V současnosti patří k „Muzeu historie města Krakova“.

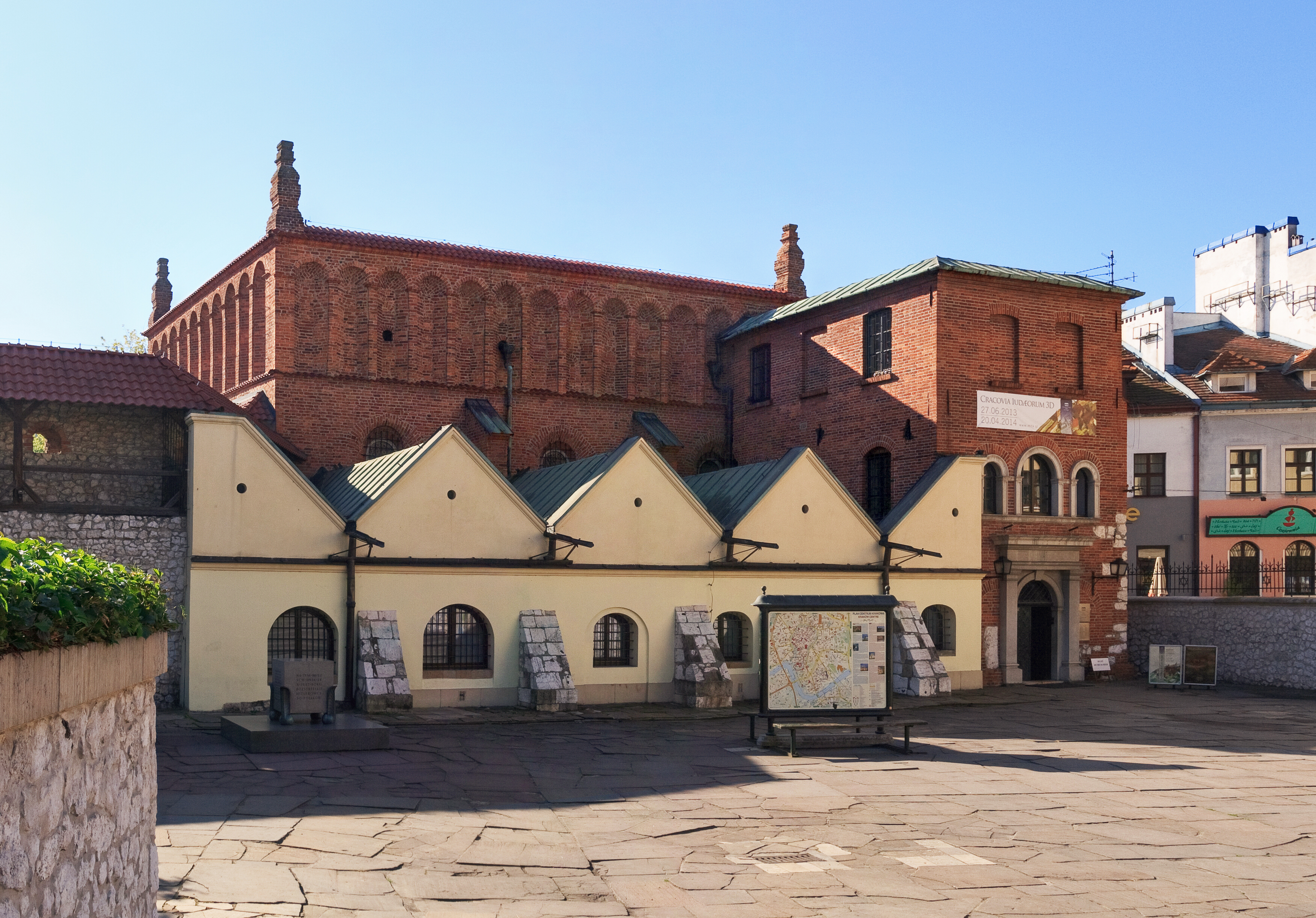
Stará synagoga v Krakově. Jediná synagoga odpovídající dispozičně Staronové synagoze v Praze